# Csaba Rendes
Csaba Rendes (1983) es un deportista húngaro que compitió en triatlón y acuatlón.
Ganó una medalla de bronce en el Campeonato Europeo de Triatlón de 2009, en la prueba de relevo mixto,  y una medalla de bronce en el Campeonato Mundial de Acuatlón de 2013.

## Palmarés internacional
| Campeonato Europeo | Campeonato Europeo    | Campeonato Europeo | Campeonato Europeo |
| Año                | Lugar                 | Medalla            | Prueba             |
| ------------------ | --------------------- | ------------------ | ------------------ |
| 2009               | Holten (Países Bajos) | Medalla de bronce  | Relevo mixto       |

| Campeonato Mundial | Campeonato Mundial    | Campeonato Mundial | Campeonato Mundial |
| Año                | Lugar                 | Medalla            | Prueba             |
| ------------------ | --------------------- | ------------------ | ------------------ |
| 2013               | Londres (Reino Unido) | Medalla de bronce  | Individual         |